# Stazione di Mandatoriccio-Campana
Stazione di Mandatoriccio-Campana vasútállomás Olaszországban, Mandatoriccio településen.

## Vasútvonalak
Az állomást az alábbi vasútvonalak érintik:
- Jonica-vasútvonal

## Kapcsolódó állomások
A vasútállomáshoz az alábbi állomások vannak a legközelebb:
- Stazione di Cariati
- Stazione di Calopezzati